# Toregöl (Fågelfors socken, Småland)
Toregöl är en sjö i Högsby kommun i Småland och ingår i Emåns huvudavrinningsområde.